# Gerald Vincke

Wappen von Gerald Lee Vincke

Gerald L. Vincke (* 9. Juli 1964 in Saginaw, Michigan, USA) ist ein US-amerikanischer Geistlicher und römisch-katholischer Bischof von Salina.

## Leben
Gerald Vincke empfing am 12. Juni 1999 durch Bischof Carl Frederick Mengeling das Sakrament der Priesterweihe für das Bistum Lansing.
Am 13. Juni 2018 ernannte ihn Papst Franziskus zum Bischof von Salina. Der Erzbischof von Kansas City, Joseph Fred Naumann, spendete ihm am 22. August desselben Jahres die Bischofsweihe. Mitkonsekratoren waren der Bischof von Lansing, Carl Frederick Mengeling, und der Bischof von Grand Island, Joseph Hanefeldt.
Am 8. Februar 2021 er zum Apostolischen Administrator sede plena des Bistums Dodge City ernannt, nachdem Vorwürfe gegen dessen Bischof John Balthasar Brungardt erhoben worden waren, er habe sich des sexuellen Missbrauchs schuldig gemacht. Brungardt betonte seine Unschuld und erklärte seine Bereitschaft, uneingeschränkt mit den Ermittlungsbehörden zusammenarbeiten zu wollen. Gleichzeitig gab er bekannt, sich für die Dauer der Ermittlungen von der Leitung der Diözese zurückzuziehen. Gut ein Jahr später, am 23. März 2022, endete Vinckes Beauftragung und Brungardt übernahm wieder die volle Jurisdiktion seines Bistums.